# Wacoal
Wacoal Corporation (株式会社ワコール, Kabushiki-gaisha Wakōru) est un groupe créé en 1949 à Kyoto par Koichi Tsukamoto. Wacoal est un des grands groupes mondiaux du secteur de la lingerie féminine. D'origine japonaise, la société Wacoal a des filiales dans le reste de l’Asie, en Europe et en Amérique du Nord. Selon l'entreprise : « la beauté de la femme est au cœur de ses préoccupations et pour elle, la société invente des produits, qui allient esthétique, qualité et confort. Wacoal créé une lingerie au service de la beauté, de la sérénité et de l'innovation ».
La Wacoal Corporation est la société qui créa en 1978, la fondation soutenant le Kyoto Costume Institute,.